# Чемпіонат світу з боксу
Чемпіонат світу з боксу  — спортивне змагання з боксу серед любителів, що проводиться Міжнародною асоціацією боксу (англ. International Boxing Association, AIBA).

## Історія
Перший чемпіонат відбувся в Гавані з 17 до 30 серпня 1974 року.
Кількість змагальних вагових категорій постійно змінювалася.
- На перших двох чемпіонатах 1974 та 1978 було 11 категорій;
- 1982—2003 рр.. було 12 категорій — додалася надважка категорія понад 91 кг;
- 2003—2009 було 11 категорій — вилучено першу середню категорію до 71 кг;
- 2011—2017 було 10 категорій — вилучено легшу категорію до 54 кг;
- 2019—2021 було 8 категорій — вилучено першу найлегшу категорію до 49 кг і легку категорію до 60 кг;[1]
- з 2021 кількість категорій для чоловіків збільшено до 13.[2]

Перший чемпіонат світу з боксу серед жінок відбувся у Скрентоні 2001 року.

## Чемпіонат світу серед чоловіків
| Рік  | Чемпіонат           | Місце                                                  | Дата                    |
| ---- | ------------------- | ------------------------------------------------------ | ----------------------- |
| 1974 | 1. Чемпіонат світу  | Гавана Куба                                            | 17–30 серпня            |
| 1978 | 2. Чемпіонат світу  | Белград Соціалістична Федеративна Республіка Югославія | 6–20 травня             |
| 1982 | 3. Чемпіонат світу  | Мюнхен НДР                                             | 4–15 травня             |
| 1986 | 4. Чемпіонат світу  | Ріно США                                               | 8–18 травня             |
| 1989 | 5. Чемпіонат світу  | Москва СРСР                                            | 17 вересня – 1 жовтня   |
| 1991 | 6. Чемпіонат світу  | Сідней Австралія                                       | 14–23 листопада         |
| 1993 | 7. Чемпіонат світу  | Тампере Фінляндія                                      | 7–16 травня             |
| 1995 | 8. Чемпіонат світу  | Берлін Німеччина                                       | 4–15 травня             |
| 1997 | 9. Чемпіонат світу  | Будапешт Угорщина                                      | 18–26 жовтня            |
| 1999 | 10. Чемпіонат світу | Х'юстон США                                            | 15–29 серпня            |
| 2001 | 11. Чемпіонат світу | Белфаст Ірландія                                       | 3–10 червня             |
| 2003 | 12. Чемпіонат світу | Бангкок Таїланд                                        | 6–13 липня              |
| 2005 | 13. Чемпіонат світу | Мяньян КНР                                             | 13–20 листопада         |
| 2007 | 14. Чемпіонат світу | Чикаго США                                             | 23 жовтня – 3 листопада |
| 2009 | 15. Чемпіонат світу | Мілан Італія                                           | 1–12 вересня            |
| 2011 | 16. Чемпіонат світу | Баку Азербайджан                                       | 22 вересня – 10 жовтня  |
| 2013 | 17. Чемпіонат світу | Алмати Казахстан                                       | 14 – 26 жовтня          |
| 2015 | 18. Чемпіонат світу | Доха Катар                                             | 5 – 18 жовтня           |
| 2017 | 19. Чемпіонат світу | Гамбург Німеччина                                      | 25 серпня – 2 вересня   |
| 2019 | 20. Чемпіонат світу | Єкатеринбург Росія                                     | 9 – 21 вересня          |
| 2021 | 21. Чемпіонат світу | Белград Сербія                                         | 24 жовтня – 6 листопада |
| 2023 | 22. Чемпіонат світу | Ташкент Узбекистан                                     | 30 квітня – 14 травня   |

## Чемпіонат світу серед жінок
| Рік  | Чемпіонат           | Місце                | Дата                    |
| ---- | ------------------- | -------------------- | ----------------------- |
| 2001 | 1. Чемпіонат світу  | Скрентон США         | 24 листопада – 2 грудня |
| 2002 | 2. Чемпіонат світу  | Анталья Туреччина    | 21 – 27 жовтня          |
| 2005 | 3. Чемпіонат світу  | Подольськ Росія      | 26 вересня – 2 жовтня   |
| 2006 | 4. Чемпіонат світу  | Нью-Делі Індія       | 18 – 23 листопада       |
| 2008 | 5. Чемпіонат світу  | Нінбо КНР            | 22 – 29 листопада       |
| 2010 | 6. Чемпіонат світу  | Бриджтаун Барбадос   | 10 – 18 вересня         |
| 2012 | 7. Чемпіонат світу  | Ціньхуандао КНР      | 9 – 20 травня           |
| 2014 | 8. Чемпіонат світу  | Чеджу Південна Корея | 16 – 24 листопада       |
| 2016 | 9. Чемпіонат світу  | Астана, Казахстан    | 18 – 27 травня          |
| 2018 | 10. Чемпіонат світу | Нью-Делі Індія       | 15 – 24 листопада       |
| 2019 | 11. Чемпіонат світу | Улан-Уде Росія       | 3 – 13 жовтня           |
| 2022 | 12. Чемпіонат світу | Стамбул Туреччина    | 8 – 20 травня           |
| 2023 | 13. Чемпіонат світу | Нью-Делі Індія       | 15 – 26 березня         |